# Круше (Куявсько-Поморське воєводство)
Круше (пол. Krusze) — село в Польщі, у гміні Варлюбе Свецького повіту Куявсько-Поморського воєводства.
Населення — 292 особи (2011).
У 1975-1998 роках село належало до Бидгощського воєводства.

## Демографія
Демографічна структура станом на 31 березня 2011 року:
|          | Загалом | Допрацездатний вік | Працездатний вік | Постпрацездатний вік |
| -------- | ------- | ------------------ | ---------------- | -------------------- |
| Чоловіки | 148     | 35                 | 98               | 15                   |
| Жінки    | 144     | 37                 | 88               | 19                   |
| Разом    | 292     | 72                 | 186              | 34                   |